# Румен Даскалов
Румен Дончев Даскалов е български историк и антрополог.

## Биография
Роден е на 1 юли 1958 г. в Стара Загора. През 1977 г. завършва Английската гимназия в София, а през 1984 г. – история в Софийския университет „Климент Охридски“, където през 1988 г. защитава кандидатска дисертация. След това преподава в Софийския университет, от 1999 г. – в Централноевропейския университет в Будапеща, а от 2005 г. – и в Нов български университет в София. Работи главно в областта на най-новата социална и културна история.